# Eidolon
Un eidolon (plural eidola) (en griego «εἴδωλον»; imagen, fantasma, aparición), según la mitología griega y la teosofía, es una copia astral de un difunto. Los antiguos griegos imaginaban el eidolon como un doble fantasmal de la forma humana. Los teósofos lo ponen en relación con el perispíritu, el doble astral y el kamarupa.

## Historia
Tanto los griegos como los teósofos creían que el eidolon se originaba tras el ingreso del difunto al Hades, lugar donde el espíritu del difunto perdía su identidad, y su espíritu volaba como un eidolon indeterminado, en forma de imagen descarnada. Hay un buen ejemplo de ello en la Odisea, cuando Ulises desciende al Hades y puede ver los eidola de los muertos, entre ellos el de su madre, semejante a una sombra y cuando Ulises intenta abrazarla, la imagen se desvanece.
El eidolon también puede aparecerse bajo ciertas condiciones a los vivos, un ejemplo de ello se describe en el sacrificio de Políxena; el espíritu de Aquiles aparece como eidolon cuando la joven hija del rey Príamo de Troya es conducida por Neoptólemo a la tumba de Aquiles para ser sacrificada en ella.
El caso del eidolon de Helena de Troya fue explorado tanto por Homero como por Eurípides. Sin embargo, mientras Homero usa el concepto de eidolon como una idea independiente que otorga una vida después de la muerte a Helena, Eurípides entronca aquí con la idea del kleos, siendo el eidolon y el Kleos de Helena uno producto del otro.

## En la poesía delsigloXIX
El concepto griego de Eidolon y sus efectos mundanos más tarde fueron utilizados como tema para un poema del mismo nombre por Walt Whitman en 1876.

## En la cultura popular
- En La marca de Atenea de Rick Riordan, tres eidola aparecen como antagonistas.
- En la trilogía "Serpent Riders" de videojuegos de Raven Software, Eidolon es el antagonista principal del tercer juego, Hexen II.
- En el universo de Warhammer 40.000, El comandante Eidolon es el Primer Capitán de la legión Astarte de los hijos del emperador.
- En el plano de Theros de Magic: the Gathering, un eidolon es un espíritu que se crea cuando el alma de un difunto se separa de su cuerpo.
- En el videojuego MOBA Dota 2, el héroe Enigma conjura esbirros llamados Eidolon con su hechizo Demonic Conversion.
- En el libro Ángel mecánico de Cassandra Clare, el protagonista principal es una joven de 16 años cuyo padre era un eidolon.
- En el videojuego de 2000 Final Fantasy IX y en el de 2010 Final Fantasy XIII, los jugadores son capaces de convocar a las entidades llamadas "Eidolones" para que los asistan en las batallas.
- En la Webserie Worm, Eidolon es el nombre de uno de los superhéroes más poderosos del mundo. En este worpress se puede leer en inglés.
- En los populares juegos de rol de mesa basados en dados Dungeons & Dragons y Pathfinder están presentes los Eidolon, pero su representación dista mucho de la original, ya que aquí se describen como monstruos aliados convocados por algunos personajes.
- Las bandas de rock alternativo Rishloo y Karnivool hacen referencia al término en sus respectivos temas Eidolon Alpha y Eidolon.
- La banda de metal sinfónico Epica hace referencia al término en su tema "Eidola", perteneciente a su álbum "The Holographic Principle", de 2016.
- La banda de metalcore progresivo ERRA hace referencia al término en su tema "Eidolon" incluido en su álbum homónimo, de 2021.
- Warframe: Fragmentos perdidos de un antiguo consciente destruido en las llanuras del Eidolon por la antigua guerrera Gara con una bomba de energía cacofónica implantada en su cuerpo, luego se arrojó al núcleo central del consciente (no el consciente Hunhow).
- En el videojuego Honkai: Star Rail, las copias consecutivas de un personaje ya obtenido en el Gachapón se conocen como 'Eidolones'. Su funcionalidad es desbloquear mejoras al personaje o aumentar sus capacidades.